# Цинцарска кухиња
Цинцарска кухиња је традиционална кухиња Цинцара. Цинцари су мала балканска етничка група раштркана широм региона, која живи у земљама Албаније, Бугарске, Грчке, Северне Македоније, Румуније и Србије. Цинцарска кухиња је била под јаким утицајем медитеранске и блискоисточне кухиње.
У Грчкој, село Мецово издваја се по сиревима који се тамо праве. Најпопуларнији сиреви су Мецовоне и Мецовела, иако се у Мецову производе и друге врсте сирева као што је Гравијера. Велики део сирева који долази из Мецова производи се у фабрици сира Tositsa Foundation, која ради од 1958. године. Поред сирева, нека типична мецовачка јела укључују месо као што су контосувли и кобасице, као и пите са поврћем и печуркама и супу од пасуља, а све то може бити праћено локалним вином. Изван Мецова, цинцарска пита Бацина је популарна у области Аспропотамоса, а објављена је и књига о локалној кухињи села.
У Румунији, нека јела цинцарске заједнице укључују пите од поврћа, посебно направљене од празилука, и пржене паприке. Цинцари у Румунији такође праве сир, а такође конзумирају месо као што је живина уобичајеним данима и свињетина за празнике и посебне прилике. Истичу се и разне врсте паленте (или мамалига, познате у Румунији). Цинцарска кухиња је донекле присутна у региону Добруџа, али практично нема у остатку Румуније. Објављена је и књига о цинцарској кухињи Добруџе.